# Ceriagrion pallidum
Ceriagrion pallidum là một loài chuồn chuồn kim trong họ Coenagrionidae.
Ceriagrion pallidum được miêu tả khoa học năm 1933 bởi Fraser.